# Typologia
Typologia (od gr. týpos „odbicie, obraz”; gr. lógos „słowo, nauka”) – zabieg metodologiczny (lub jego rezultat) polegający na grupowaniu przedmiotów według ich podobieństwa do przedmiotu wzorcowego (zwanego typem).